# Cobie Smulders
Jacoba Francisca Maria "Cobie" Smulders (Vancouver, 3 d'abril de 1982) és una actriu canadenca. És coneguda pel seu paper protagonista com a Robin Scherbatsky a la comèdia de CBS How I Met Your Mother (2005-2014) i com l'agent de S.H.I.E.L.D. Maria Hill a la franquícia de superherois Marvel Cinematic Universe, a partir de la pel·lícula The Avengers (2012).
Altres pel·lícules de Smulders inclouen Safe Haven (2013), La Lego pel·lícula (2014), Results (2015), The Intervention (2016), Jack Reacher: Never Go Back (2016) i La Lego pel·lícula 2 (2019). També va protagonitzar la sèrie de comèdia dramàtica de Netflix A Series of Unfortunate Events (2017), la sèrie de comèdia de Netflix Friends from College (2017–2019), la sèrie de drama criminal d'ABC Stumptown (2019–2020) i la sèrie de crims reals de FX Impeachment: American Crime Story (2021).
Smulders va fer el seu debut al teatre a la producció off-Broadway de l'obra de Nora Ephron Love, Loss, and What I Were el 2010. Després va fer el seu debut a Broadway en el revival de la comèdia de Noël Coward Present Laughter (2017) i va guanyar un premi Theatre World.

## Carrera

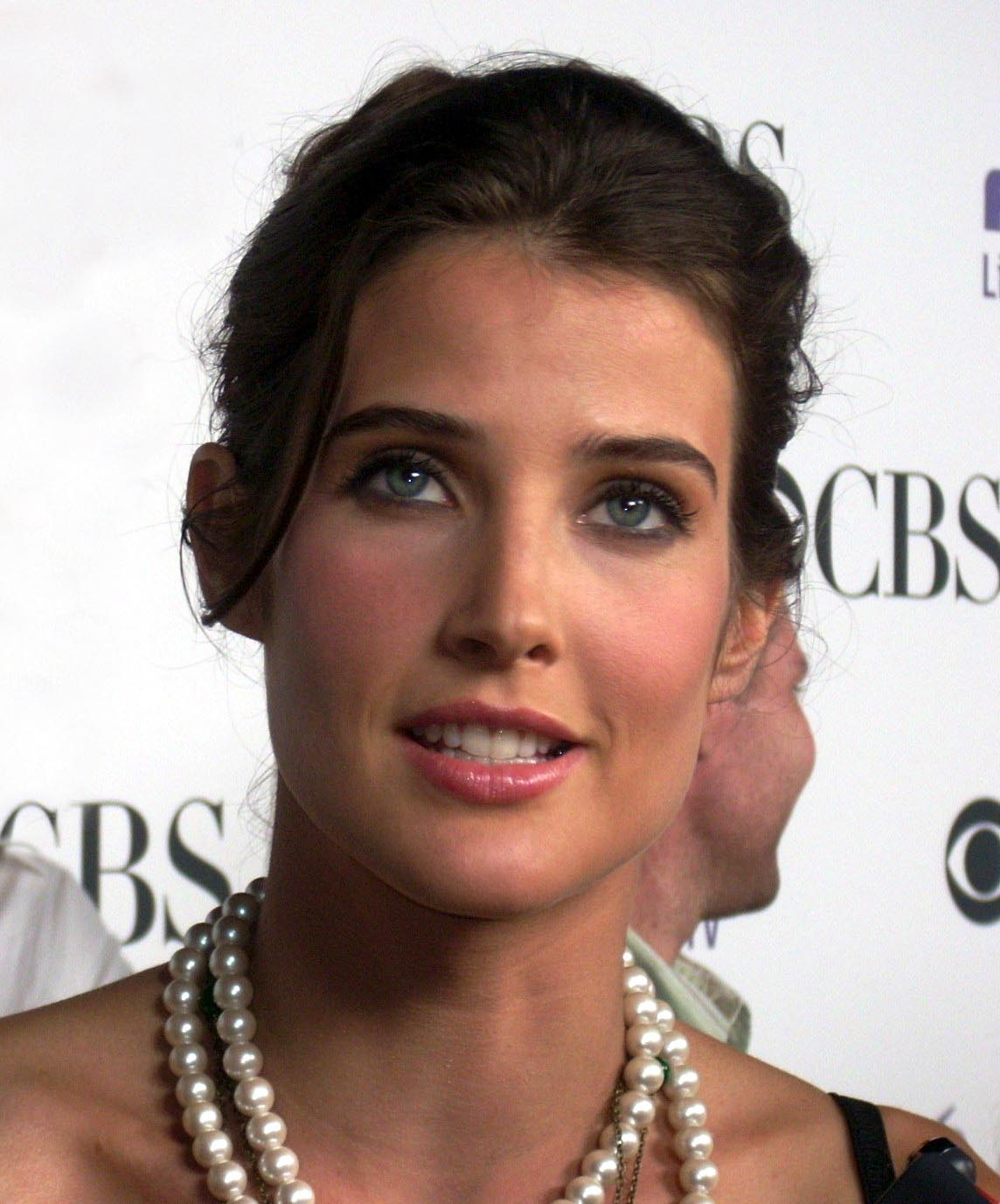
Smulders en un esdeveniment de la CBS el 2008

Smulders va fer el seu debut com a actriu professional l'any 2002, amb aparicions com a convidada a la sèrie de comèdia de ciència-ficció de la UPN Special Unit 2 i a la sèrie dramàtica de ciència-ficció de Showtime Jeremiah. Posteriorment va fer diverses aparicions a la televisió, incloses a la sèrie de drama sobrenatural de Fox Tru Calling (2003), la sèrie de superherois de WB Smallville (2003) i la sèrie d'òpera espacial de Global Andromeda (2005). El primer paper de Smulders com a habitual de la sèrie va ser a la sèrie dramàtica d'aventures d'ABC del 2003, Veritas: The Quest, que va durar una temporada. Va debutar al cinema l'any 2004 amb un paper secundari a la pel·lícula d'acció Walking Tall. Després va tenir un paper secundari a la pel·lícula de comèdia de 2005 The Long Weekend. Aquell mateix any, va tenir un paper recurrent com a Leigh Ostin a la sèrie dramàtica de Showtime The L Word.
El 2005, Smulders va ser elegida com la reportera de televisió i antiga estrella del pop adolescent Robin Scherbatsky a la comèdia de situació de CBS How I Met Your Mother. La sèrie va concloure el 2014 després de nou temporades, guanyant 10 premis Emmy al llarg de la seva carrera. Per la seva actuació, va obtenir un ampli reconeixement i va obtenir una nominació als Premis People's Choice. El 2009, va aparèixer a la pel·lícula de comèdia The Slammin' Salmon. Després va aparèixer a l'episodi pilot del 2010 de la sèrie de comèdia i drama de HBO How to Make It in America. El juny de 2010, Smulders va fer el seu debut off-Broadway a l'obra de Delia i Nora Ephron Love, Loss, and What I Were al Westside Theatre. Va protagonitzar la pel·lícula de comèdia política del 2012 Grassroots.

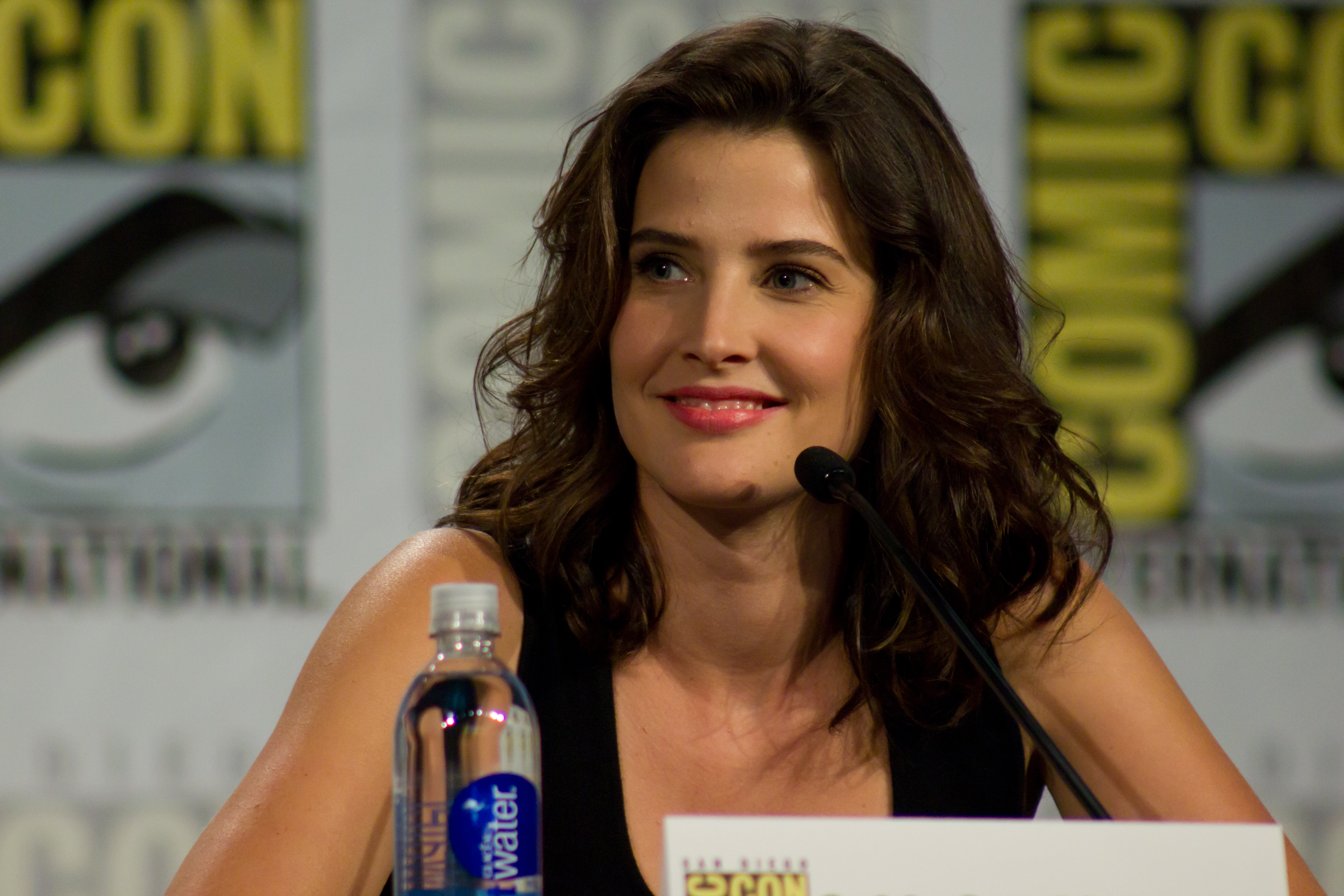
Smulders a la Convenció Internacional de Còmics de San Diego de 2013

Smulders va obtenir més reconeixement per protagonitzar l'agent de S.H.I.E.L.D. Maria Hill a la franquícia Marvel Cinematic Universe, començant amb la pel·lícula d'acció de superherois de 2012 The Avengers. Va rebre formació d'un entrenador de l'equip SWAT de Los Angeles per manejar armes per encarnar el personatge. Smulders va repetir el paper en tres episodis de la sèrie de televisió de superherois ABC Marvel's Agents of S.H.I.E.L.D. (2013–2015), i a les pel·lícules Captain America: The Winter Soldier (2014), Avengers: Age of Ultron (2015), Avengers: Infinity War (2018), Avengers: Endgame (2019) i Spider-Man: Far From Home (2019). El 2013, va aparèixer en un episodi de la sèrie de comèdia Comedy Bang! Bang!. Smulders també va protagonitzar el drama romàntic Safe Haven (2013), la comèdia dramàtica Delivery Man (2013) i la comèdia romàntica They Came Together (2014). Smulders va posar la veu a una versió de Lego de Wonder Woman a la pel·lícula d'animació de 2014 La Lego pel·lícula. Va ser la primera vegada que el personatge de Wonder Woman va aparèixer al cinema.
El juliol de 2015, es va informar que havia sortit de la pel·lícula de televisió Confirmation perquè s'havia trencat una cama; aleshores es va confirmar que Zoe Lister-Jones la substituiria en el paper de Harriet Grant. El 2015, Smulders va protagonitzar la pel·lícula dramàtica Unexpected i la comèdia romàntica Results. També va aparèixer al documental Being Canadian i va protagonitzar la sèrie de varietats de la NBC Best Time Ever amb Neil Patrick Harris. El 2016, va aparèixer a la comèdia dramàtica The Intervention protagonitzada per Melanie Lynskey, Natasha Lyonne i Alia Shawkat, així com a la pel·lícula d'acció i aventures Jack Reacher: Never Go Back, aquesta última al costat de Tom Cruise. Smulders va tenir papers de veu convidada a la sèrie d'animació de HBO Animals (2016) i a la sèrie d'animació de PBS Kids Nature Cat (2017-2018).
El 2017 va fer el seu debut a Broadway interpretant Joanna Lyppiatt en el revival de la comèdia Present Laughter de Noël Coward al costat de Kevin Kline. Marilyn Stasio de Variety va elogiar a Smulders en el paper: "Smulders té un aire elegant i covard en el paper, i fa que els vestits de Susan Hilferty semblin encara més fabulosos". David Rooney, de The Hollywood Reporter, va escriure: "Smulders té un aspecte sensacional; és l'epítom de l'elegància de finals dels anys 30... es comporta amb calma i seguretat". Per la seva actuació va ser guardonada amb un premi Theater World al millor debut a Broadway. La seva actuació es va filmar amb Great Performances i es va mostrar a PBS.
També el 2017, va retratar el personatge recurrent de "Mother", també coneguda com a Mrs. Quagmire, a la sèrie dramàtica de comèdia negra de Netflix A Series of Unfortunate Events, basada en la sèrie de llibres del mateix nom. Aquell mateix any, va aparèixer a les pel·lícules de comèdia Literally, Right Before Aaron i Assassins internacionals. Del 2017 al 2019, va protagonitzar la sèrie de comèdia de Netflix Friends from College, en el paper principal de Lisa Turner. El 2018, va protagonitzar el paper principal de Joanne Skye a la pel·lícula de comèdia dramàtica Songbird, també titulada alternativament Alright Now. La pel·lícula va ser improvisada i rodada en cinc dies. A continuació, va repetir el seu paper de Wonder Woman a la pel·lícula seqüela d'animació del 2019 La Lego pel·lícula 2.

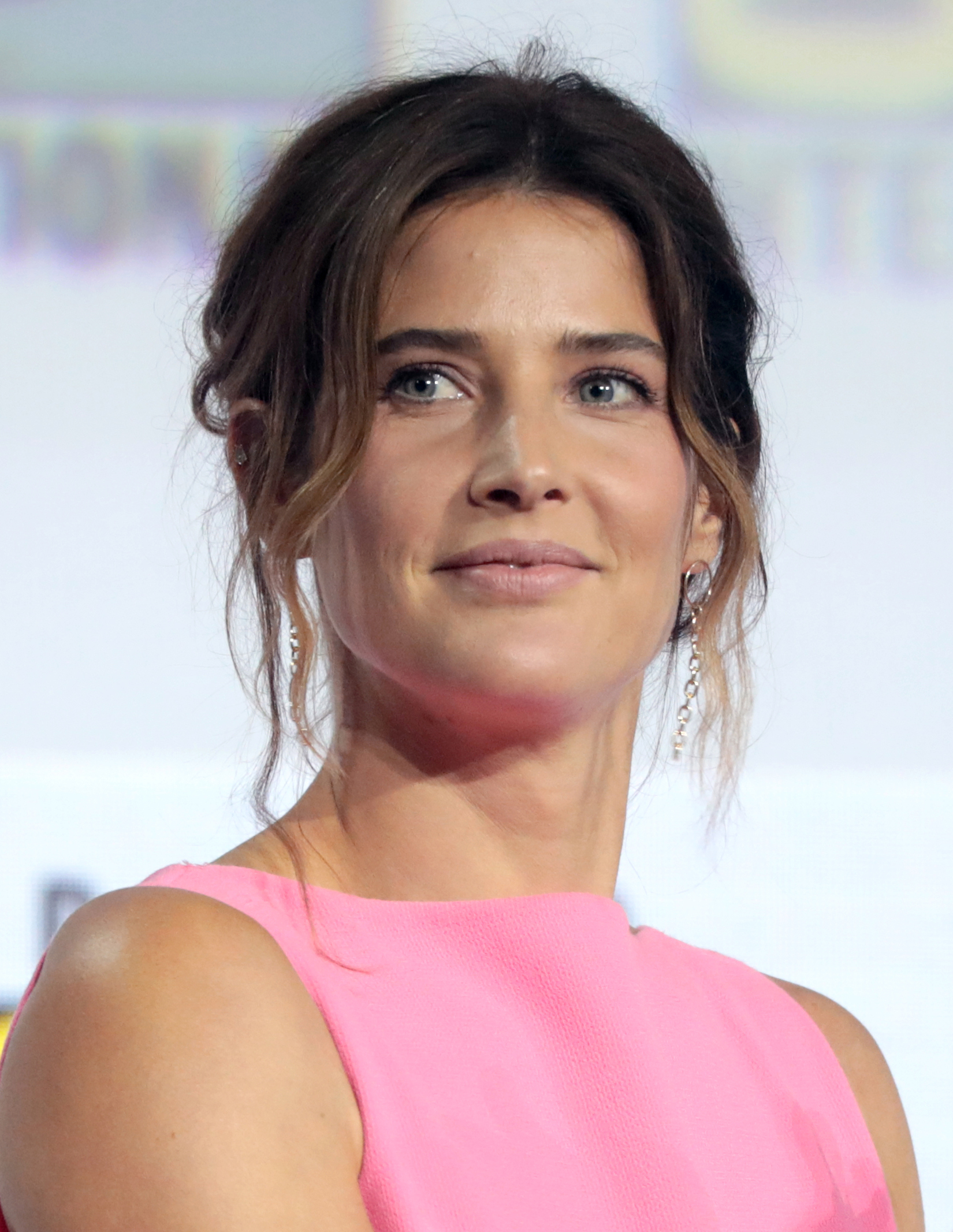
Smulders a la San Diego Comic-Con de 2019

El 2019, va protagonitzar la jove Lucille Bluth en tres episodis de la comèdia de situació de Netflix Arrested Development i va aparèixer en un episodi de la sèrie d'antologia de HBO Room 104. També va interpretar a Dexedrine "Dex" Parios, una veterana militar afectada per TEPT convertida en detectiu privat, a la sèrie dramàtica criminal d'ABC Stumptown, que es va estrenar el 25 de setembre de 2019 amb crítiques positives. Va rebre una nominació al Critics' Choice Super Award a la millor actriu en una sèrie de superherois per la seva actuació. La sèrie es va cancel·lar després d'una temporada a causa dels retards de producció causats per la pandèmia de la COVID-19. El 2020, Smulders va protagonitzar la pel·lícula dramàtica romàntica Cicada i va fer una aparició de convidada a la comèdia d'animació de Fox Els Simpson.
El 2021, va interpretratar l'experta dels mitjans Ann Coulter a la sèrie d'antologia de crims reals d'FX Impeachment: American Crime Story, que va rebre crítiques positives de la crítica. Aquell mateix any, va tenir un paper de veu com a Maria Hill a la sèrie d'antologia animada de Disney+ What If...?. El 2022, va repetir el seu paper de Robin Scherbatsky al final de la primera temporada del spin-off d'HIMYM How I Met Your Father, que es va emetre a Hulu. També el 2022, va protagonitzar la sèrie dramàtica sobre la majoria d'edat d'Amazon Freevee High School, basada en les memòries del 2019 del mateix nom del duet indie Tegan and Sara.
El 2023, Smulders va repetir el seu paper de Maria Hill, donant la veu al personatge de la sèrie animada de Disney Channel Moon Girl and Devil Dinosaur i apareixent a la sèrie limitada de Disney+ Secret Invasion.

## Vida personal
Smulders es va comprometre amb Taran Killam el gener de 2009 després de conèixer-lo a la festa d'un amic comú quatre anys abans. Es van casar el 8 de setembre de 2012 a Solvang, Califòrnia. La parella resideix a Pacific Palisades, Califòrnia. Tenen dues filles.
El 2015, Smulders va revelar que havia estat diagnosticada amb càncer d'ovari als 25 anys, mentre rodava la tercera temporada de How I Met Your Mother el 2007. Va ser operada per extirpar dos tumors dels seus ovaris, però el càncer s'havia estès als seus ganglis limfàtics, la qual cosa va provocar la necessitat de múltiples operacions al llarg de dos anys. L'agost de 2019, Smulders va revelar que estava en remissió.
El 2020, Smulders va anunciar que es va convertir en ciutadana estatunidenca, tot i que conservaria la seva ciutadania canadenca. Va afirmar que part de la seva motivació per convertir-se en ciutadana estatunidenca es devia a les eleccions presidencials del 2020.
Smulders va filmar un anunci de servei públic amb Oceana, una organització internacional de conservació dels oceans, el 2014. El maig de 2020, va publicar un clip que parodiava "Let's Go to the Mall", una cançó que el seu personatge va interpretar a How I Met Your Mother, titulada "Let's All Stay at Home", per animar el públic a fer complir els bloquejos de la COVID-19. Smulders també va animar els seguidors a fer una donació a Save the Children, Canada Helps i al Daily Bread Food Bank enmig de la pandèmia.

## Filmografia

### Cinema
| Any  | Títol                               | Paper                 | Notes                                      |
| ---- | ----------------------------------- | --------------------- | ------------------------------------------ |
| 2004 | Walking Tall                        | Bellesa exòtica       |                                            |
| 2004 | Ill Fated                           | Mary                  | [ 37 ]                                     |
| 2005 | The Long Weekend                    | Ellen                 |                                            |
| 2006 | Escape                              | Morena psicòtica      | Pel·lícula curta                           |
| 2006 | Dr. Miracles                        | Senyora Peterson      | Curtmetratge                               |
| 2007 | The Storm Awaits                    | Anabella De Lorenzo   | Curtmetratge                               |
| 2009 | The Slammin' Salmon                 | Tara                  |                                            |
| 2012 | The Avengers                        | Maria Hill            |                                            |
| 2012 | Grassroots                          | Clair                 |                                            |
| 2013 | Safe Haven                          | Carly Jo Wheatley     |                                            |
| 2013 | Delivery Man                        | Emma                  |                                            |
| 2014 | La Lego pel·lícula                  | Wonder Woman          | veu                                        |
| 2014 | They Came Together                  | Tiffany Amber Thigpen |                                            |
| 2014 | Captain America: The Winter Soldier | Maria Hill            |                                            |
| 2015 | Unexpected                          | Samantha Abat         | [ 38 ]                                     |
| 2015 | Results                             | Kat                   |                                            |
| 2015 | Avengers: Age of Ultron             | Maria Turó            |                                            |
| 2015 | Being Canadian                      | Ella mateixa          | Documental                                 |
| 2016 | The Intervention                    | Rubí                  |                                            |
| 2016 | Jack Reacher: Never Go Back         | Major Susan Turner    |                                            |
| 2017 | Literally, Right Before Aaron       | Allison               |                                            |
| 2017 | Assassins internacionals            | Lisa McCalla          |                                            |
| 2018 | Avengers: Infinity War              | Maria Turó            | Cameo sense acreditar; escena post-crèdits |
| 2018 | Songbird                            | Joanne Skye           |                                            |
| 2019 | La Lego pel·lícula 2                | Wonder Woman          | Veu                                        |
| 2019 | Avengers: Endgame                   | Maria Hill            | Cameo                                      |
| 2019 | Spider-Man: Far From Home           | Maria Hill            | [ 39 ]                                     |
| 2020 | Cicada                              | Sophie                |                                            |

### Televisió
| Any       | Títol                                   | Paper                      | Notes                                                                                             |
| --------- | --------------------------------------- | -------------------------- | ------------------------------------------------------------------------------------------------- |
| 2002      | Special Unit 2                          | Zoe                        | Episodi: "The Wish"                                                                               |
| 2002      | Jeremiah                                | Deborah                    | Episodi: "Thieves' Honor"                                                                         |
| 2003      | Tru Calling                             | Sarah Webb                 | Episodi: "Brother's Keeper"                                                                       |
| 2003      | Veritas: The Quest                      | Juliet Droil               | Paper principal; 13 episodis                                                                      |
| 2004      | Smallville                              | Shannon Bell / Eve Andrews | Episodi: "Bound"                                                                                  |
| 2005      | Andromeda                               | Jillian Rhade              | 2 episodis: "The Heart of the Journey (Parts 1 i 2)"                                              |
| 2005      | The L Word                              | Leigh Ostin                | 4 episodis                                                                                        |
| 2005–2014 | How I Met Your Mother                   | Robin Scherbatsky          | Paper principal; 208 episodis                                                                     |
| 2010      | How to Make It in America               | Hayley                     | Episodi: "Pilot"                                                                                  |
| 2013–2015 | Agents of S.H.I.E.L.D.                  | Maria Hill                 | 3 episodis                                                                                        |
| 2013      | Comedy Bang! Bang!                      | Ella mateixa               | Episodi: "Cobie Smulders Wears a Black & White Strapless Dress"                                   |
| 2015      | Best Time Ever with Neil Patrick Harris | Ella mateixa               | Episodi: "Tyler Perry"                                                                            |
| 2016      | Animals.                                | Anni                       | Veu, episodi: "Flies."                                                                            |
| 2017      | A Series of Unfortunate Events          | Mrs. Quagmire              | Paper recorrent; 8 episodis                                                                       |
| 2017–2018 | Nature Cat                              | Nature Dog                 | Veu, 4 episodis                                                                                   |
| 2017–2019 | Friends from College                    | Lisa Turner                | Paper principal; 16 episodis                                                                      |
| 2019      | Arrested Development                    | Young Lucille Bluth        | 3 episodis                                                                                        |
| 2019–2020 | Stumptown                               | Dexadrine "Dex" Parios     | Paper principal; 18 episodis                                                                      |
| 2019      | Room 104                                | Marian Wallace             | Episodi: "The Specimen Collector"                                                                 |
| 2020      | The Simpsons                            | Hydrangea                  | Veu, episodi: "Bart the Bad Guy"                                                                  |
| 2021–2023 | What If...?                             | Maria Hill                 | Veu, 2 episodis: "What If... Thor Were an Only Child?", "What If... Happy Hogan Saved Christmas?" |
| 2021      | Impeachment: American Crime Story       | Ann Coulter                | Paper recorrent; 5 episodis                                                                       |
| 2022      | How I Met Your Father                   | Robin Scherbatsky          | Episodi: "Timing is Everything"                                                                   |
| 2022      | The Boss Baby: Back in the Crib         | Stella Chimeric            | Veu, episodi: "The Great Medieval London Fire of 1135"                                            |
| 2022      | High School                             | Simone Bates               | Paper principal; 8 episodis                                                                       |
| 2023      | Moon Girl and Devil Dinosaur            | Maria Hill                 | Veu, episodis: "OMG Issue #1", "Ride or Die"                                                      |
| 2023      | Secret Invasion                         | Maria Hill                 | 3 episodis                                                                                        |

## Teatre
| Any  | Títol                       | Paper           | Notes                                          |
| ---- | --------------------------- | --------------- | ---------------------------------------------- |
| 2010 | Love, Loss, and What I Wore | Paper principal | 10 juny 2010 – 26 juny 2010 Westside Theatre   |
| 2017 | Present Laughter            | Joanna Lyppiatt | 5 abril 2017 – 2 juliol 2017 St. James Theatre |

## Premis i nominacions
| Any  | Premi                        | Categoria                                                    | Treball               | Resultat  |
| ---- | ---------------------------- | ------------------------------------------------------------ | --------------------- | --------- |
| 2013 | Premi EWwy                   | Millor actriu secundària - Comèdia                           | How I Met Your Mother | Guanyador |
| 2014 | Premi Elecció del Públic     | Amics de televisió preferits (compartit amb Alyson Hannigan) | How I Met Your Mother | Nominat   |
| 2017 | Premi Mundial del Teatre     | Premi Mundial del Teatre                                     | Present Laughter      | Honorada  |
| 2021 | Súper Premis Critics' Choice | Millor actriu en una sèrie de superherois                    | Stumptown             | Nominat   |